# Friedrich-Wöhler-Preis

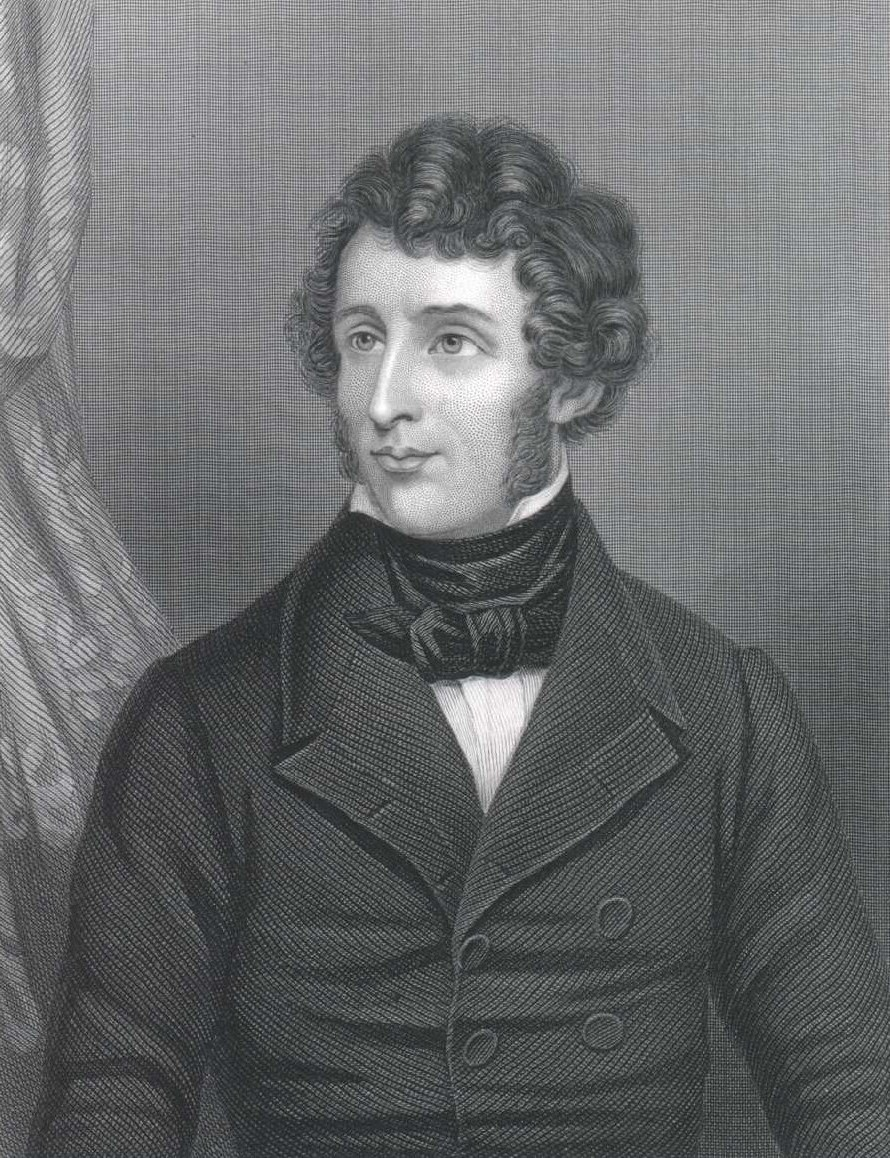
Friedrich Wöhler, Stich

Der Friedrich-Wöhler-Preis ist benannt nach Friedrich Wöhler. Die Chemische Gesellschaft der DDR verlieh den Wissenschaftspreis von 1960 bis 1991. Ausgezeichnet wurden Vertreter aller Teilgebiete der Chemie.

## Preisträger
Preisträger waren folgende prominente Chemikerinnen und Chemiker:
- 1961: Wilhelm Pritzkow  (Leuna) Technische Chemie und Günther Bach (Wolfen) Organische Chemie
- 1962: Ernst Schmitz (Berlin) Organische Chemie
- 1963: Burkhart Philipp (Teltow) Technische Chemie
- 1964: Hans Groß (Berlin)  Organische Chemie und Herward Pietsch (Wolfen) Physikalische Chemie
- 1965: Helmut Fürtig (Wolfen) Technische Chemie, Horst Pracejus (Rostock) Organische Chemie und Rudolf Taube (Greifswald) Anorganische Chemie
- 1966: Werner Vogel (Jena) Physikalische Chemie
- 1967: Dieter Martin (Berlin) Organische Chemie und Dieter Hass (Berlin) Anorganische Chemie
- 1968: Günter Adam (Halle) Organische Chemie und Wolfgang Wieker (Berlin) Anorganische Chemie
- 1969: Hermann G. Hauthal (Leuna) Technische Chemie und Klaus Meyer (Berlin) Physikalische Chemie
- 1970: Gerhard Reinisch (Teltow) Makromolekulare Chemie
- 1971: Hans Sonntag (Berlin) Physikalische Chemie
- 1972: C.-E. Döring (Leuna)  Physikalische Chemie
- 1973: Christian Ruscher (Teltow) Physikalische Chemie
- 1974: Reiner Radeglia (Berlin) Physikalische Chemie
- 1975: Hans-Joachim Timpe  (Merseburg) Organische Chemie und Lutz Zülicke (Berlin) Physikalische Chemie
- 1976: Gerhard Schwachula (Bitterfeld) Organische Chemie
- 1977: Gerhard W. Fischer (Leipzig) Organische Chemie
- 1978: Barbara Sandner (Teltow) Organische Chemie und Horst Hartmann (Dresden) Organische Chemie
- 1979: Adolf Zschunke (Halle) Organische Chemie,  Werner Engewald (Leipzig) Analytische Chemie und Heinrich Oppermann (Dresden) Technische Chemie
- 1980: Horst Böttcher (Wolfen) Organische Chemie und Dieter Lempe (Merseburg) Physikalische Chemie
- 1981: Burkhard Costisella (Berlin) Organische Chemie und Harald Schmidt (Leuna) Technische Chemie
- 1982: Reinhard Kirmse (Leipzig) Anorganische Chemie und Joachim Sauer (Berlin) Physikalische Chemie
- 1983: Dieter Martinez (Leipzig) Organische Chemie und Reinhard Wondraczek (Jena) Organische Chemie
- 1984: Dieter Cech (Berlin)  Organische Chemie und Matthias Otto (Leipzig) Analytische Chemie
- 1985: Günter Haufe (Leipzig) Organische Chemie und Wolfram Höland (Jena) Technische Chemie
- 1986: Harald Baumann (Wolfen) Organische Chemie, Klaus Mühle (Freiberg) Technische Chemie und Klaus Domasch (Freiberg) Technische Chemie
- 1987: Dirk Steinborn (Merseburg) Anorganische Chemie und Hans-Jörg Osten (Berlin) Physikalische Chemie
- 1988: Klaus Tauer (Teltow) Makromolekulare Chemie und Lothar Möhle (Leipzig) Physikalische Chemie
- 1989: Frank-Dieter Kopinke (Leipzig) Technische Chemie und Joachim Klee (Jena)  Makromolekulare Chemie
- 1990: Joachim Stach (Leipzig) Analytische Chemie und Klaus Jurkschat (Halle) Anorganische Chemie
- 1991: Ulrich Abram (Dresden) Technische Chemie und Marianne Nofz (Berlin) Anorganische Chemie

## Weitere gleichnamige Auszeichnungen
Parallel zur Chemischen Gesellschaft der DDR verlieh auch die Georg-August-Universität Göttingen einen Wöhler-Preis.
Der Wöhler-Preis für Nachhaltige Chemie der Gesellschaft Deutscher Chemiker knüpft seit der Deutschen Wiedervereinigung an die Tradition des DDR-Preises an. Er wird Chemikern verliehen, die sich der Nachhaltigkeit verschrieben haben.
Der Verein zur Förderung des mathematischen und naturwissenschaftlichen Unterrichts (MNU) vergibt ebenfalls einen Friedrich-Wöhler-Preis.